# Stazione di Luino Lago
La stazione di Luino Lago era la stazione ferroviaria che serviva l'omonimo centro abitato, capolinea delle ferrovie Ponte Tresa-Luino e Varese-Luino.

## Storia

Fotografia dell'area all'epoca della trazione a vapore.

La stazione venne attivata nel 1885, all'apertura della linea Ponte Tresa-Luino, gestita dalla Società di Navigazione e Ferrovie pel Lago di Lugano, a scartamento ridotto di 850 mm. Tale linea collegava i laghi Ceresio e Verbano, offrendo servizi cumulativi con i battelli, e pertanto la stazione di Luino era posta sulla riva del lago nei pressi dell'imbarcadero.
Dal 1907 fece capolinea nella stazione anche la ferrovia elettrica Varese-Luino, a scartamento di 1.100 mm e gestita dalla SVIE, che fino ad allora aveva un proprio capolinea posto a 300 metri di distanza; nel 1918, la SVIE assunse anche l'esercizio della linea Ponte Tresa-Luino, trasformandola nel 1924 a scartamento di 1.100 mm.
Nel 1940 le due linee passarono alla Società Varesina Imprese Trasporti, ma dopo la seconda guerra mondiale il calo del traffico dovuto alla diffusione dell'autotrasporto e un orientamento politico allora non favorevole al trasporto su ferro ne causò la soppressione: nel 1948 chiuse la Ponte Tresa-Luino, nel 1953 la Varese-Luino.
L'ex piazzale dei binari è adibito a parcheggio, il fabbricato viaggiatori ospita invece un bar.

## Strutture e impianti
All'epoca dell'attivazione, il piazzale si componeva di un unico binario per il servizio passeggeri, servito da un marciapiede posto in fregio al fabbricato viaggiatori. Vi erano poi un binario di raddoppio e un terzo binario che conduceva ad un quarto posto lungo la riva del lago, fornito di una gru per il trasbordo delle merci dai treni ai battelli.
Poche centinaia di metri prima della stazione, nei pressi della stazione della Varesina, era situata la rimessa locomotive, ad un solo binario, e la rimessa carrozze a due binari.